# The Cars
The Cars was een Amerikaanse rockband die eind jaren 70 en de jaren 80 van de twintigste eeuw een aantal hits had. Een van hun bekendste nummers is 'Drive' uit 1984. Het geluid van de band leunt sterk op het gebruik van synthesizers en drumcomputers.

## Biografie
In 1978 komen The Cars in de VS voor het eerst op Coast to coast Radio en in 1979 is het eerste album nummer 4 op de jaarlijst bij de beste lp's. Er worden wereldwijd 1 miljoen exemplaren verkocht, en "My Best Friend's Girl" is de grote hit.
Drive, de singlehit in 1985, komt in Nederland uit in 1984. Dit wordt maar een bescheiden hitje. Na een optreden van de groep in Live Aid wordt de single nogmaals uitgebracht en scoort beter. De plaat You Might Think komt eind mei 1984 nog tot #11 in de NL Tip 30. In 1999 komt er een zogenaamde deluxe-versie uit van The Cars en in 2002 verschijnt The Best of The Cars.
Dan is het al een tijdje stil rond de Cars. Bassist Benjamin Orr overlijdt in 2000 aan alvleesklierkanker. De band heeft dan zes albums uitgebracht die goed scoren in de Verenigde Staten, maar nauwelijks in Nederland en de rest van Europa. Bandleider Ric Ocasek maakt nog een soloalbum dat ook geen aandacht krijgt in Nederland. In 2006 vormen de gitarist Elliot Easton en keyboardspeler Greg Hawkes samen met Todd Rundgren, Kasim Sulton op bas en Prairie Prince (voorheen van The Tubes) op drums, The New Cars en brengen een livealbum uit met klassieke Cars-liedjes, twee nummers van Rundgren en drie nieuwe studio-opnames, waarvan "Not Tonight" ook live wordt uitgevoerd. In mei 2011 volgt alsnog een nieuw album: Move Like This.
Oprichter Ric Ocasek komt in 2019 op 75-jarige leeftijd in New York te overlijden.

## Bandleden

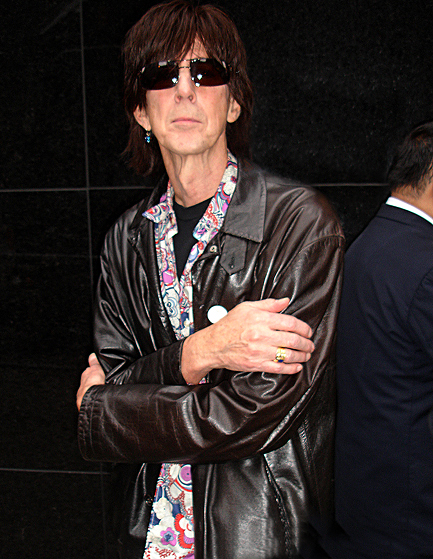
Ric Ocasek

- Ric Ocasek (overleden in 2019)
- David Robinson
- Elliot Easton
- Greg Hawkes
- Benjamin Orr (overleden in 2000)

## Discografie

### Albums
- The Cars (1978)
- Candy O (1979)
- Panorama (1980)
- Shake It Up (1981)
- Heartbeat City (1984)
- Door to Door (1987)
- Move Like This (2011)

### Singles
| Single met eventuele hitnotering(en) in de Nederlandse Top 40 | Datum van verschijnen | Datum van binnenkomst | Hoogste positie | Aantal weken | Opmerkingen |
| ------------------------------------------------------------- | --------------------- | --------------------- | --------------- | ------------ | ----------- |
| My Best Friend's Girl                                         | 1978                  | 30-06-1979            | 28              | 4            |             |
| Shake It Up                                                   | 1981                  | 09-01-1982            | tip             |              |             |
| You Might Think                                               | 1984                  | 12-05-1984            | tip             |              |             |
| Drive                                                         | 1984                  | 15-09-1984            | 14              | 12           |             |
| Hello Again                                                   | 1984                  | 24-11-1984            | tip             |              |             |

### NPO Radio 2 Top 2000
| Nummer met noteringen in de NPO Radio 2 Top 2000 | '99 | '00 | '01 | '02 | '03 | '04 | '05  | '06  | '07  | '08  | '09  | '10  | '11  | '12  | '13  | '14  | '15  | '16  | '17  |
| ------------------------------------------------ | --- | --- | --- | --- | --- | --- | ---- | ---- | ---- | ---- | ---- | ---- | ---- | ---- | ---- | ---- | ---- | ---- | ---- |
| Drive                                            | 631 | 524 | 808 | 922 | 925 | 877 | 1045 | 1347 | 1447 | 1134 | 1341 | 1341 | 1480 | 1864 | 1922 | 1620 | 1714 | 1646 | 1513 |

1. ↑  Een vetgedrukt getal geeft de hoogste notering aan.
2. ↑  Deze tabel is bijgewerkt tot en met de laatste editie (2024).